# Euselasia phedica
Espèce
Euselasia phedica est une espèce d'insectes lépidoptères de la famille des Riodinidae.

## Dénomination
Euselasia phedica a été décrit par Jean-Baptiste Alphonse Dechauffour de Boisduval en 1836 sous le protonyme d’Eurygona phedica.

## Description
Euselasia phedica est de couleur noire avec aux postérieures une large partie marginale blanche qui englobe un gros ocelle noir médian.
L'autre face est de couleur beige rayée de cuivré avec aux antérieures trois chevrons noirs à l'apex et aux postérieures un très gros ocelle noir cerclé d'orange en position médiane.

## Écologie et distribution
Euselasia phedica est présent uniquement en Guyane.

### Biotope
Il réside dans la forêt tropicale.